# Slawomir Kowalinski

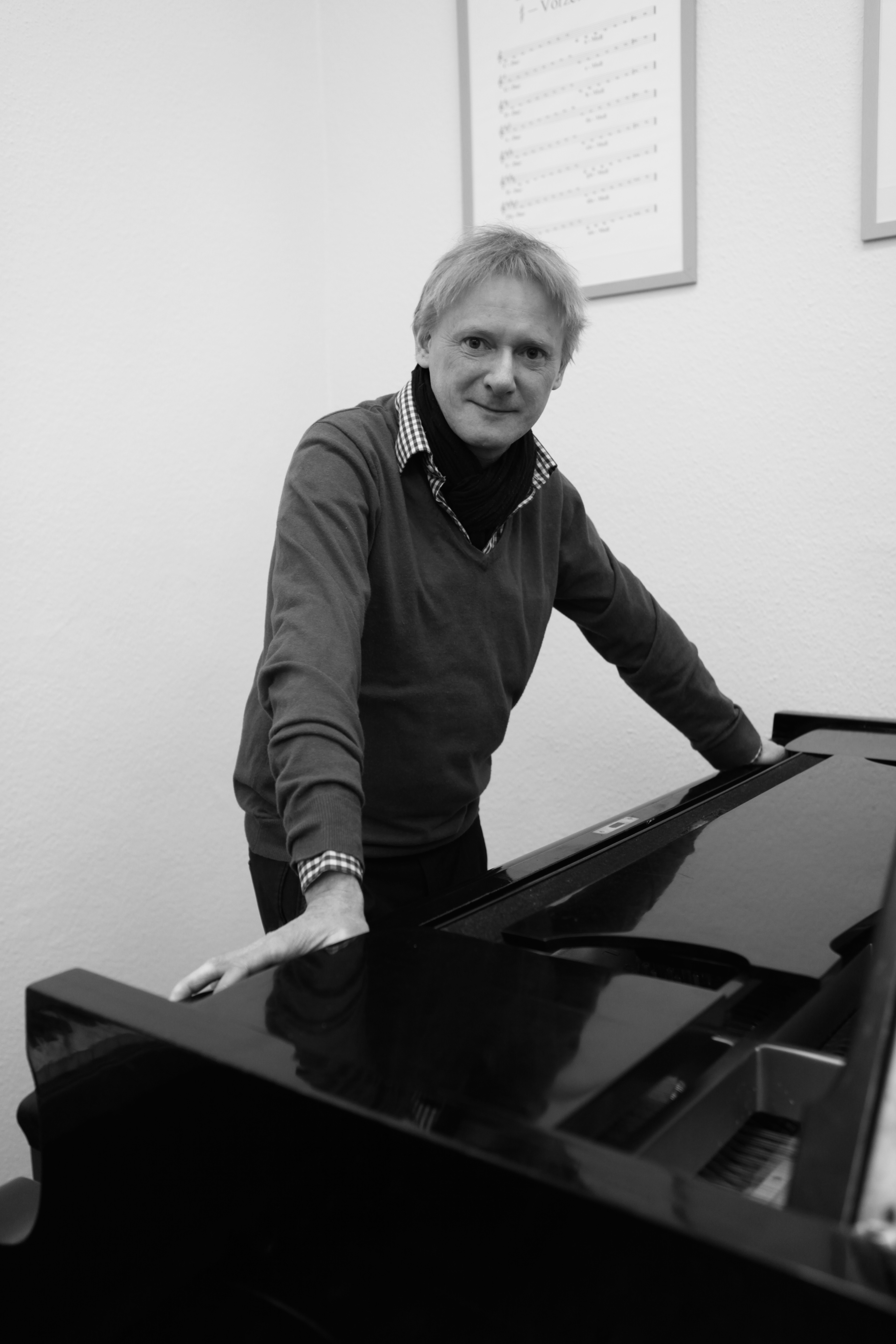
Slawomir Kowalinski, 2015

Slawomir (Slava) Kowalinski (* 2. Oktober 1965 in Łódź) ist ein polnischer Pianist, Komponist und Pädagoge.

## Leben und Wirken
Seine pianistische Ausbildung erhielt Kowalinski an der Academy of Music in Lodz (Klavierklasse von Tadeusz Chmielewski), Hochschule für Musik und Tanz Köln  und der Hochschule für Musik in Freiburg (Klavierklasse von Vitaly Margulis).
Nach der Flucht aus Polen 1986 wurde er von dem Künstler Raymund Heller und Charles Wilp und der engen Freundin Gisela Eisenreich unterstützt. Im Jahr 1988 war er Teil der Künstlergemeinde im Bahnhof Rolandseck und schloss dort Freundschaft mit Johannes Wasmuth. Dort lernte er die Pianistin Martha Argerich kennen, die ihn unterstützte, seine Ausbildung in der Klavierklasse von Vitaly Margulis in Freiburg weiterzuführen. Seit seiner Kindheit zählt die polnische Pianistin Joanna Kaczmarska-Biezynska zu seinen engsten Freunden.
Auch durch seine Zusammenarbeit mit Persönlichkeiten wie Krzysztof Penderecki, Charles Wilp, Krzysztof Kolberger und Henryk Górecki rückte er in die Öffentlichkeit.
Slava Kowalinski engagiert sich sehr für die Förderung von jungen Musiktalenten und ist Leiter zweier Musikschulen in Deutschland.

## Werke
Mehrere Werke für Klavier, darunter mehrere Rhapsodie, Novelletten und Etüden hat Kowalinski komponiert. Auch Werke für Klavier und Violine und Kammermusik sind darunter.
2005 hat Slava Kowalinski das Werk 'De Profundis' von  Krzysztof Penderecki für Klavier umgesetzt.
Kowalinski komponierte 2006 das Klavierkonzert Es-Dur op 25 für Klavier und Orchester gewidmet Papst Benedikt XVI.